# Schwarzmeersenke
Die Schwarzmeersenke ist eine Depression in der Südukraine und bildet den südlichsten Teil der Osteuropäischen Tafel. Sie grenzt im Norden an den Ukrainischen Schild, im Nordosten an die Donezplatte, im Süden an das Schwarze und Asowsche Meer und im Westen an die Karpaten, außer der Krim, wo sie an die Sarmatische Tafel (beziehungsweise Skythische Platte) grenzt. Sie erstreckt sich vom Donaudelta im Budschak bis zur Stadt Mariupol in der Oblast Donezk und umfasst den unteren Dnepr sowie sein Delta, den Sywasch an der Grenze zur Krim und reicht im Landesinneren bis Krywyj Rih und Saporischschja. Geomorphologisch untergliedert sich die Schwarzmeersenke in den eigentlichen Teil und die Asow-Kuban-Senke.
Sie umfasst dabei die Oblaste Odessa, Dnipropetrowsk, Mykolajiw, Cherson, Saporischschja, Donezk und die Autonome Republik Krim.
Die Senke entstand in der Kreidezeit. Die natürlichen Ressourcen umfassen Eisen- und Magnesiumerz, Erdöl, Erdgas, Gips und Salze.